# Hermann Thadewaldt
Hermann Thadewaldt (Bagicz, 1827 - Berlín, 1909) fou un director d'orquestra prussià.
Notable director de concerts i fundador de la societat Unió General de Músics alemanys (1872), que presidí fins a la seva mort, dedicant-li per sencer totes les seves activitats. A més fou, director d'orquestra del Casino de Dieppe, director d'una orquestra fundada per ell mateix (1857-69) i director dels concerts del Jardí Zoològic de Berlín.